# Сан Барнаба (Асколи Пичено)
Сан Барнаба (итал. San Barnaba) насеље је у Италији у округу Асколи Пичено, региону Марке.
Према процени из 2011. у насељу је живело 108 становника. Насеље се налази на надморској висини од 354 м.